# Liverpool Football Club 1985-1986
Questa voce raccoglie le informazioni riguardanti il Liverpool Football Club nelle competizioni ufficiali della stagione 1985-1986.

## Avvenimenti
Assunta la guida tecnica nel doppio ruolo di allenatore-giocatore, Kenny Dalglish apportò modifiche minime alla rosa della squadra, cedendo nel corso della stagione giocatori di lunga militanza come Kennedy e il capitano Neal.
I Reds iniziarono la stagione duellando contro il Manchester Utd, proponendosi come suo principale concorrente alla lotta per il titolo ed eliminandolo agli ottavi di finale di Coppa di Lega dopo aver estromesso, nei turni precedenti, Oldham Athletic e Brighton. A metà campionato il Liverpool si ritrovò a -5 da un Manchester United in calo, ma un calo di risultati a cavallo del nuovo anno lo ricaccerà indietro al quinto posto. Nelle settimane successive i Reds tornarono a disputare le coppe: in FA Cup la squadra giunse alle semifinali, estromettendo in sequenza Norwich City, Chelsea, York City e Watford, queste ultime eliminate dopo aver disputato delle ripetizioni dei match. In semifinale si arrestò il cammino dei Reds in Coppa di Lega, in seguito a una sconfitta di misura nel match esterno di andata contro il QPR e un successivo pareggio al ritorno.
In campionato, il Liverpool continuò ad oscillare fra il secondo e il quinto posto in seguito a una serie di risultati alterni negli scontri diretti, come la vittoria casalinga contro il West Ham Utd del 18 gennaio o il 2-0 subito nel derby con l'Everton del 22 febbraio, ultima sconfitta incassata dai Reds nel corso del campionato. Dalla giornata successiva il Liverpool comincerà a inanellare una serie di vittorie consecutive che, nell'arco di tre giornate, gli permetteranno di scalare la classifica fino a raggiungere la vetta, in coabitazione con i rivali cittadini dell'Everton. In seguito a un pareggio a Sheffield il 29 marzo, i Reds perderanno temporaneamente il comando della classifica ma, vincendo le ultime sette gare rimanenti, riagganciarono subito i Toffees staccandoli infine alla penultima giornata. Vincendo l'incontro dell'ultima giornata con l'Aston Villa, i Reds furono incoronati per la sedicesima volta campioni d'Inghilterra, ma non poterono accedere alla Coppa dei Campioni per effetto della squalifica comminata dalla UEFA ai club inglesi in seguito alla strage dell'Heysel.
Il duello contro l'Everton si ripropose anche in FA Cup, con un esito simile: eliminato il Southampton alle semifinali grazie a una doppietta di Rush durante i tempi supplementari, i Reds trovarono i rivali cittadini nell'ultimo atto della competizione, sconfiggendoli ancora una volta grazie a due gol del centravanti gallese.

## Maglie e sponsor
Lo sponsor tecnico per la stagione 1985-1986 è Adidas, mentre lo sponsor ufficiale è Crown Paints.
| Casa | Trasferta | Terza divisa |

## Rosa
| N. |                        | Ruolo | Calciatore             |
| -- | ---------------------- | ----- | ---------------------- |
|    | Inghilterra (bandiera) | P     | Bob Bolder             |
|    | Zimbabwe (bandiera)    | P     | Bruce Grobbelaar       |
|    | Inghilterra (bandiera) | P     | Mike Hooper            |
|    | Inghilterra (bandiera) | D     | Gary Ablett            |
|    | Inghilterra (bandiera) | C     | John Durnin            |
|    | Irlanda (bandiera)     | D     | Jim Beglin             |
|    | Scozia (bandiera)      | D     | Gary Gillespie         |
|    | Scozia (bandiera)      | D     | Alan Hansen (capitano) |
|    | Inghilterra (bandiera) | D     | Alan Kennedy           |
|    | Irlanda (bandiera)     | D     | Mark Lawrenson         |
|    | Scozia (bandiera)      | D     | John McGregor          |
|    | Inghilterra (bandiera) | D     | Phil Neal              |
|    | Scozia (bandiera)      | D     | Steve Nicol            |

| N. |                        | Ruolo | Calciatore      |
| -- | ---------------------- | ----- | --------------- |
|    | Inghilterra (bandiera) | D     | Alex Watson     |
|    | Irlanda (bandiera)     | C     | Ken De Mange    |
|    | Inghilterra (bandiera) | C     | Craig Johnston  |
|    | Inghilterra (bandiera) | C     | Sammy Lee       |
|    | Inghilterra (bandiera) | C     | Kevin MacDonald |
|    | Inghilterra (bandiera) | C     | Steve McMahon   |
|    | Danimarca (bandiera)   | C     | Jan Mølby       |
|    | Inghilterra (bandiera) | C     | Mark Seagraves  |
|    | Scozia (bandiera)      | C     | John Wark       |
|    | Irlanda (bandiera)     | C     | Ronnie Whelan   |
|    | Scozia (bandiera)      | A     | Kenny Dalglish  |
|    | Galles (bandiera)      | A     | Ian Rush        |
|    | Inghilterra (bandiera) | A     | Paul Walsh      |

## Statistiche

### Statistiche di squadra
| Competizione        | Punti | In casa | In casa | In casa | In casa | In casa | In casa | In trasferta | In trasferta | In trasferta | In trasferta | In trasferta | In trasferta | Totale | Totale | Totale | Totale | Totale | Totale | DR   |
| Competizione        | Punti | G       | V       | N       | P       | Gf      | Gs      | G            | V            | N            | P            | Gf           | Gs           | G      | V      | N      | P      | Gf     | Gs     | DR   |
| ------------------- | ----- | ------- | ------- | ------- | ------- | ------- | ------- | ------------ | ------------ | ------------ | ------------ | ------------ | ------------ | ------ | ------ | ------ | ------ | ------ | ------ | ---- |
| First Division      | 88    | 21      | 16      | 4       | 1       | 58      | 14      | 21           | 10           | 6            | 5            | 31           | 23           | 42     | 26     | 10     | 6      | 89     | 37     | +52  |
| FA Cup              | -     | 4       | 3       | 1       | 0       | 10      | 1       | 3            | 2            | 1            | 0            | 5            | 3            | 7      | 5      | 2      | 0      | 15     | 4      | +11  |
| Football League Cup | -     | 5       | 4       | 1       | 0       | 14      | 3       | 2            | 1            | 0            | 1            | 5            | 3            | 7      | 5      | 1      | 1      | 19     | 6      | + 13 |
| Totale              | -     | 30      | 23      | 5       | 1       | 82      | 18      | 26           | 13           | 7            | 6            | 37           | 29           | 56     | 36     | 13     | 7      | 123    | 47     | +76  |

### Statistiche dei giocatori
| Giocatore     | First Division | First Division | FA Cup   | FA Cup | Coppa di Lega | Coppa di Lega | Totale   | Totale |
| Giocatore     | Presenze       | Reti           | Presenze | Reti   | Presenze      | Reti          | Presenze | Reti   |
| ------------- | -------------- | -------------- | -------- | ------ | ------------- | ------------- | -------- | ------ |
| G. Ablett     | 0              | 0              | 0        | 0      | 0             | 0             | 0        | 0      |
| J. Beglin     | 34             | 1              | 7        | 0      | 7             | 0             | 48       | 1      |
| B. Bolder     | 0              | -0             | 0        | -0     | 0             | -0            | 0        | -0     |
| K. Dalglish   | 21             | 3              | 6        | 1      | 2             | 1             | 29       | 5      |
| K. De Mange   | 0              | 0              | 0        | 0      | 0             | 0             | 0        | 0      |
| J. Durnin     | 0              | 0              | 0        | 0      | 0             | 0             | 0        | 0      |
| G. Gillespie  | 14             | 3              | 5        | 0      | 2             | 0             | 21       | 3      |
| B. Grobbelaar | 42             | -37            | 8        | -5     | 7             | -6            | 57       | -48    |
| A. Hansen     | 41             | 0              | 8        | 0      | 7             | 0             | 56       | 0      |
| M. Hooper     | 0              | 0              | 0        | 0      | 0             | 0             | 0        | 0      |
| C. Johnston   | 41             | 7              | 8        | 1      | 7             | 1             | 56       | 9      |
| A. Kennedy    | 8              | 0              | 0        | 0      | 0             | 0             | 8        | 0      |
| M. Lawrenson  | 38             | 3              | 7        | 1      | 7             | 0             | 52       | 4      |
| S. Lee        | 15             | 0              | 3        | 0      | 3             | 0             | 21       | 0      |
| K. MacDonald  | 17             | 1              | 2        | 1      | 2             | 1             | 21       | 3      |
| J. McGregor   | 0              | 0              | 0        | 0      | 0             | 0             | 0        | 0      |
| S. McMahon    | 23             | 6              | 4        | 1      | 5             | 3             | 32       | 10     |
| J. Mølby      | 39             | 14             | 8        | 3      | 5             | 2             | 52       | 19     |
| P. Neal       | 13             | 1              | 0        | 0      | 2             | 0             | 15       | 1      |
| S. Nicol      | 34             | 4              | 4        | 0      | 3             | 0             | 41       | 4      |
| I. Rush       | 40             | 22             | 8        | 6      | 6             | 3             | 54       | 31     |
| M. Seagraves  | 0              | 0              | 1        | 0      | 1             | 0             | 2        | 0      |
| P. Walsh      | 20             | 11             | 2        | 1      | 4             | 4             | 26       | 16     |
| J. Wark       | 9              | 3              | 4        | 2      | 3             | 1             | 16       | 6      |
| A. Watson     | 0              | 0              | 0        | 0      | 0             | 0             | 0        | 0      |
| R. Whelan     | 39             | 10             | 7        | 1      | 7             | 3             | 53       | 14     |